# Edmund Marten
O Rev. Edward Marten, DD foi deão de Worcester de 1746 até à sua morte em 8 de outubro de 1751.
Ele nasceu em Twickenham. Anteriormente um cónego da Capela de São Jorge, Windsor e São Paulo, ele também foi Mestre do Hospital de St Oswald, Worcester.